# 霍布斯海岸
74°50′S 132°0′W / 74.833°S 132.000°W
霍布斯海岸（英語：Hobbs Coast）是南極洲的海岸，屬於馬里伯地的一部分，西面是魯珀特海岸，東面是巴庫蒂斯海岸，由美國研究隊發現，以密歇根大學冰川學家命名。